# Limosina rennelli
Limosina rennelli är en tvåvingeart som först beskrevs av Harrison 1964.  Limosina rennelli ingår i släktet Limosina och familjen hoppflugor. Inga underarter finns listade i Catalogue of Life.